# Expedicion
Expedition – drugi album zespołu muzycznego Dune.

## Lista utworów
1. „Rising” - 0:25
2. „Million Miles From Home” - 4:23
3. „Expedicion” - 5:28
4. „Lost In Space” - 4:45
5. „So Beautiful” - 6:40
6. „Around The World” - 4:55
7. „In The Air - Part 1” - 5:15
8. „Rainbow To The Stars” - 4:56
9. „In My Dreams” - 5:11
10. „Hand In Hand” - 4:34
11. „In The Air - Part 2” - 10:28